# Куров, Василий Иванович
Василий Иванович Куров (16 ноября 1915, Новоузенск, Самарская губерния — 17 ноября 1994) — командир расчёта отдельной зенитно-пулемётной роты, гвардии старший сержант — на момент представления к награждению орденом Славы 1-й степени.

## Биография
Родился 16 ноября 1915 года в городе Новоузенск (ныне — Саратовской области). Окончил 7 классов. Работал в колхозе. В 1936—1938 годах проходил срочную службу в Красной Армии, на Дальнем Востоке.
После увольнения в запас уехал к друзьям-сослуживцам в Киргизию. Жил в городе Узген Ошской области. Работал инструктором Осоавиахима, потом руководил военным обучением жителей села Мирза-Аки Узгенского района.
В октябре 1941 года был вновь призван в армию Узгенским райвоенкоматом Ошской области. На фронте с февраля 1942 года. Воевал в зенитных частях на Юго-Западном, 3-м Украинском и 1-м Белорусском фронтах. Член ВКП/КПСС с 1943 года.
С декабря 1942 года воевал в составе 47-й гвардейской стрелковой дивизии, сначала командиром пулемётного расчёта ПВО в 137-м гвардейском стрелковом полку, затем в отдельной зенитно-пулемётной роте.
При наступлении наших войск летом 1944 года гвардии старший сержант Куров со своим расчётом находился в боевых порядках пехоты и прикрывал её от воздушного нападения противника. 21 июня в районе деревни Савино из пулемёта сбил вражеский самолёт. Приказом командира 47-й гвардейской стрелковой дивизии № 091/н от 21 августа 1944 года гвардии старший сержант Куров Василий Иванович награждён орденом Славы 3-й степени.
20 февраля 1945 года в боях в районе города Кюстрин гвардии старший сержант Куров огнём из пулемёта уничтожил свыше 10 вражеских солдат и несколько взял в плен. В районе населённого пункта Кицербурт неоднократно отражал налёты вражеской авиации. В ходе одного из них сбил «Фоке-вульф-190». Приказом по войскам 8-й гвардейской армии № 530/н от 17 марта 1945 года гвардии старший сержант Куров Василий Иванович награждён орденом Славы 2-й степени.
Отличился расчёт гвардии старшего сержанта Курова на завершающем этапе войны, в ходе наступательных боёв от реки Одер до Берлина. 17 апреля в районе западнее города Зелов расчёт сбил вражеский самолёт «Фокке-Вульф-190». 20 апреля в районе населённого пункта Шлагентин, поддерживая огнём пулемёта наступающую пехоту, подавил 2 пулемётные точки противника. При форсировании канала в Берлине гвардии старший сержанта Куров с расчётом захватил в плен 11 пехотинцев.
В последних боях был ранен и три месяца провёл в госпитале.
Всего к концу войны на счету зенитчика Курова было шесть сбитых самолётов, выведенная из строя термитная установка, свыше 300 уничтоженных фашистов и 20 огневых точек врага. В 1945 году был демобилизован. Вернулся на родину.
Указом Президиума Верховного Совета СССР от 15 мая 1946 года за исключительное мужество, отвагу и бесстрашие в боях с вражескими захватчиками гвардии старший сержант Куров Василий Иванович награждён орденом Славы 1-й степени. Стал полным кавалером ордена Славы.
Жил в городе Новоузенск. Работал в строительной организации. Умер 17 ноября 1994 года.
Награждён орденами Отечественной войны 1-й степени, Красной Звезды, Славы 3-х степеней, медалями, в том числе медалью «За отвагу».